# Clase Sphere

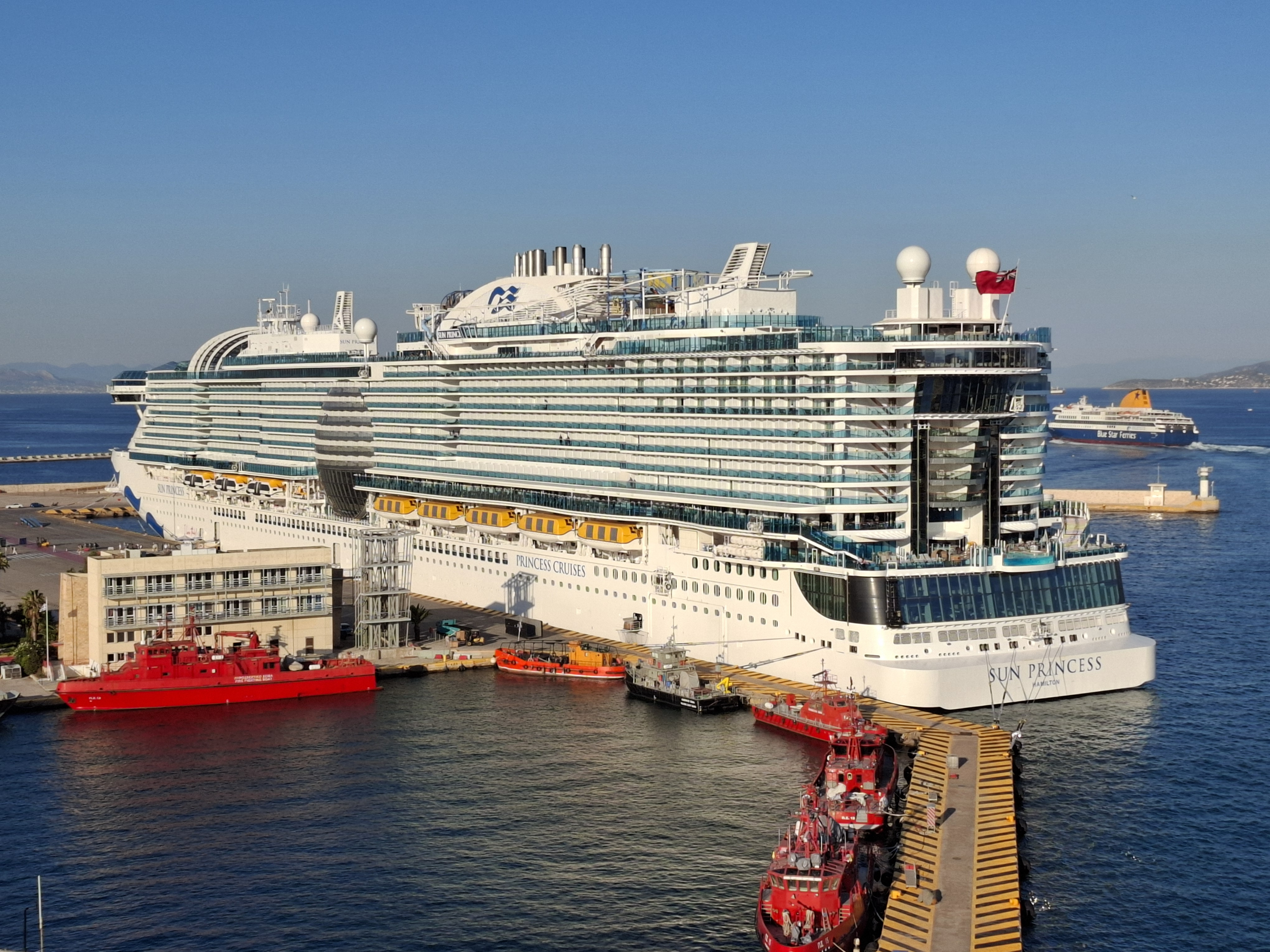
El Sun Princess en el puerto de El Pireo

La clase Sphere es una clase de cruceros en construcción que entrará en servicio con Princess Cruises en 2024. Serán los barcos más grandes construidos para Princess Cruises y los primeros barcos de la compañía propulsados por gas natural licuado (GNL). Se reveló que el nombre del primer buque sería Sun Princess.

## Diseño
Los barcos tienen una capacidad para unos 4.300 pasajeros y estarán propulsados por GNL con un arqueo bruto de unas 175.000 GT. Se cortó acero para el primer barco en Fincantieri en septiembre de 2021. Está previsto que el segundo barco esté terminado en 2025. Será el barco más grande jamás construido en Italia, eclipsando al buque insignia MSC Seashore recientemente lanzado por MSC Cruceros, que actualmente alberga el récord de 170.412 toneladas brutas.

## Unidades
| Nombre        | Tonelaje   | Capacidad       | Astillero                                  |
| ------------- | ---------- | --------------- | ------------------------------------------ |
| Sun Princess  | 175.000 Tn | 4.300 pasajeros | Fincantieri, Monfalcone, Italia            |
| Star Princess | 175.000 Tn | 4.300 pasajeros | Fincantieri, Monfalcone, Italia in drydock |